# 북키프로스의 구

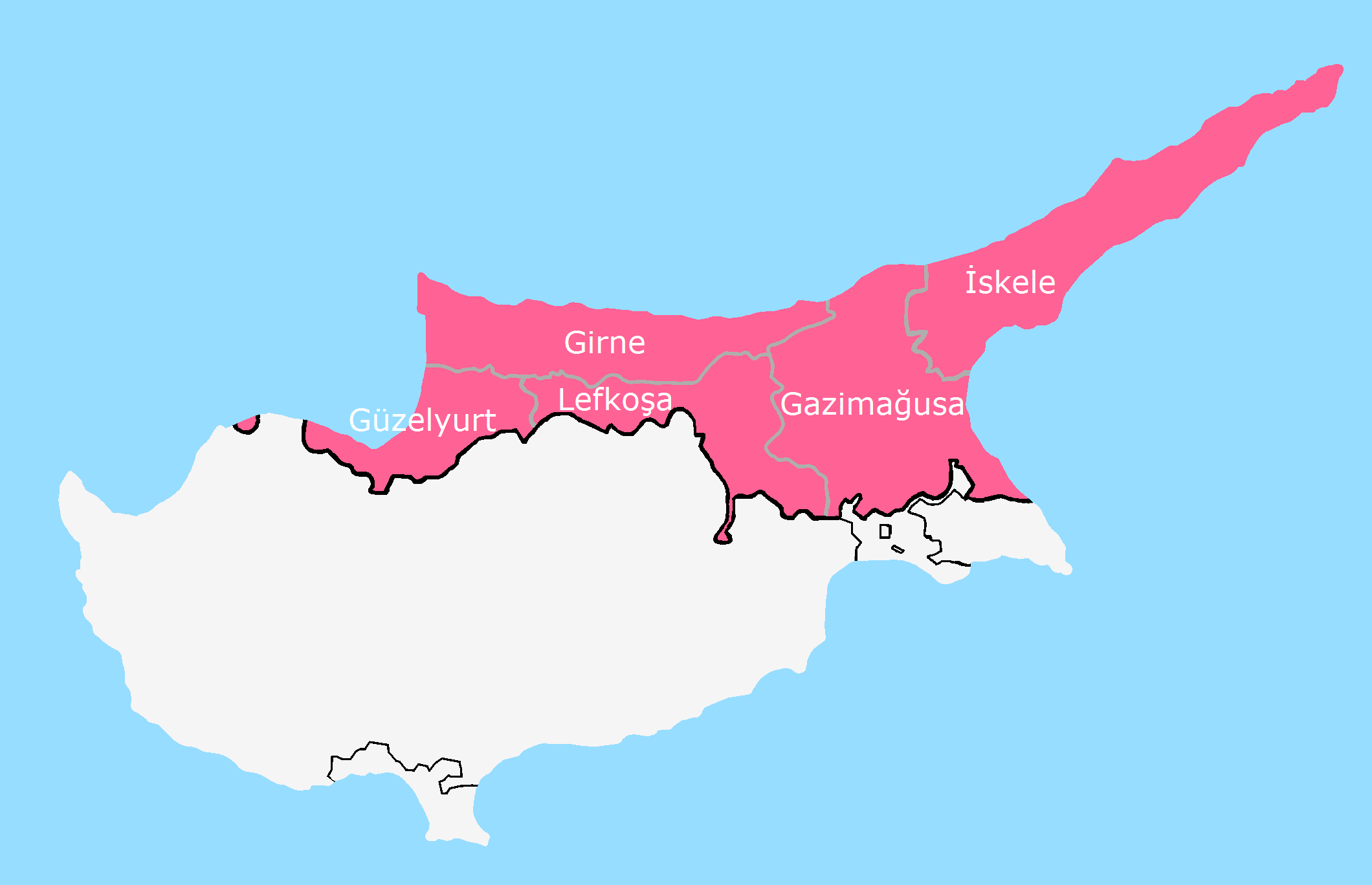
북키프로스의 행정 구역

북키프로스는 6개 구로 구성되어 있으며 이들 구는 12개의 소관구로 나뉜다.
- 레프코샤구 (Lefkoşa)
- 가지마우사구 (Gazimağusa)
- 기르네구 (Girne)
- 귀젤유르트구 (Güzelyurt)
- 이스켈레구 (İskele)
- 레프케구 (Lefke)

## 같이 보기
- 키프로스의 행정 구역